# ガソリンエンジン

4ストロークエンジン
(1)吸入
(2)圧縮
(3)燃焼・膨張
(4)排気

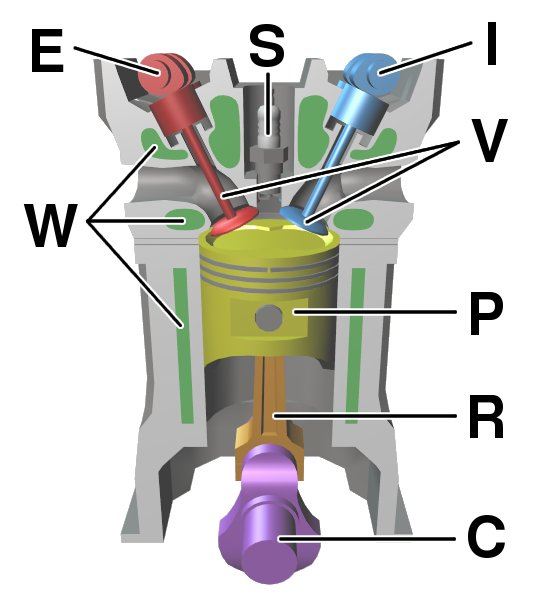
４ストローク機関のシリンダー周辺構造
C – クランクシャフト
E – 排気カムシャフト
I – 吸気カムシャフト
P – ピストン
R – コネクティングロッド
S – 点火プラグ
V – バルブ 　赤：排気用、青：吸気用
W – 冷却水ジャケット
灰色部分はシリンダーブロック

ガソリンエンジン（英: gasoline engine）は、ガソリン機関ともいい、燃料であるガソリンと空気の混合気を圧縮したあと点火、燃焼（予混合燃焼）・膨張させるという行程を繰り返し、運動エネルギーを出力する内燃機関である。

## 概要
ガソリンを燃焼させる外燃機関もあるため（外燃機関は基本的に熱源を選ばない）、より厳密に「ガソリンを使って火花により点火するエンジン」を表現したい時は、「ガソリン火花点火式内燃機関」と呼ぶ。
火花放電により点火することから火花点火内燃機関や火花点火エンジンと書かれることもあるが、火花点火は燃料ガスなどによるエンジンも同様であるため、より幅広い意味合いになる。模型用ガソリンエンジンの一部およびマグネトー開発以前のガソリンエンジン開発初期にはグロープラグ点火による「ガソリングローエンジン」もある。
ほとんどは、ピストンを往復運動させてコンロッドとクランクシャフトで回転軸に出力するレシプロエンジンであり、行程数により更に分類される。
吸気・圧縮・膨張・排気の4つの行程をとる4ストローク機関に主に使われるサイクルはオットーサイクルである。燃焼は混合気の体積が最小になる上死点付近の短時間に一気に行われるため、容積がほぼ一定で燃焼する。このため定積燃焼サイクル、または開発者の名前からオットーサイクルと呼ばれる。かつてマツダがスーパーチャージャー付きミラーサイクル機関を実用化した。トヨタのハイブリッドカーであるプリウスのエンジンはアトキンソンサイクル機関と称しているが、そのうちのミラーサイクル機関である。
吸気と圧縮、膨張と排気の2つの行程をとる2ストローク機関はクラークサイクルである。
ごく少数ではあるが、6つの行程を経る6ストローク機関も存在する。
他に、往復運動を伴わないロータリーエンジンも実用化されている。
気筒あたりの行程容積が600mL程度を超えると熱効率が悪くなるので、大出力（仕事率）エンジンは多気筒でなければならない。
ディーゼルエンジン（圧縮着火エンジン）よりも、高速回転が可能で、排気量あたりの出力が大きく、振動や騒音が小さく静かであり、小出力に適している。乗用車をはじめ小型商用車、自動二輪車などに広く利用される。かつては航空機用に1,000馬力以上の多気筒エンジンが用いられたこともあったが、第二次世界大戦後ジェットエンジンの普及により姿を消し、今日では小型のものが軽飛行機などに用いられるにとどまる。また寒冷地にはディーゼルエンジンよりも適しているため、該当地域で運用される軍用車には優先的に用いられていた。
意図して圧縮着火を起こさせる一部のエンジンを例外として、圧縮中に霧状・気化ガソリンが自己着火しノッキングを起こすと、不完全燃焼やエンジンが傷むなど不都合なので、同排気量・同燃料消費量から出力を向上させるべく圧縮比を上げるには、自己着火し難い＝オクタン価が高いガソリンを使用する事が必要となる。その為かつては四アルキル鉛など有機鉛化合物が添加されていたが、環境・安全性の観点から航空機用などを除いて殆どの国で禁止され、代わりのアンチノック剤が添加されるようになった。排気ガスには有毒な成分が多く含まれているが、制御と後処理で容易・安価に削減でき、排気ガス有毒成分規制開始直後には各種の方式が試されたが、その後三元触媒方式に収斂した。前述の四アルキル鉛など有機鉛化合物は、この触媒の機能を損なうので禁止された事情もある。

## 構造
４ストローク機関の主要部分は、以下の各部品で構成される。 
シリンダーブロック主に鋳鉄製またはアルミニウム合金製のブロックで、内部にシリンダーの他、冷却水や潤滑油の通路が設けられている。 冷却水を用いず、外側にフィンを設けた空冷方式もある。
ピストン主にアルミニウム合金製の円筒形状の部品で、シリンダ内で往復運動を行う。圧縮工程では上昇しながら燃焼室内の混合気を圧縮し、燃焼行程では燃焼圧力を受けながら下降し、その力をコンロッドに伝える。排気工程では上昇しながら燃焼排気をシリンダ外に送り出し、吸気工程では下降しながら新しい混合気をシリンダ内に吸入する機能を持つ。熱伝導性に優れ、熱膨張が小さく軽量なものが望まれる。 多くの場合燃焼室側側面に溝が切られ、複数のピストンリングが嵌められ気密性を向上させ、オイル上がり・オイル下がりを実用的な範囲に留める。
コネクティングロッドピストンとクランクシャフトを連結し、ピストンの上下運動をクランクシャフトの回転運動に変換する。材料にはクロームモリブデン鋼や炭素鋼が用いられる。
クランクシャフトピストンの上下運動を回転運動に変換する。クランクシャフトの回転運動は、エンジンの出力を生み出すだけでなく、カムシャフトやオイルポンプなど、エンジン自体を構成する部品や補器類の駆動力も発生する。
吸気バルブインテークマニホールドとシリンダーの間に設けられたバルブで、エンジンが吸気行程に移ったときに開くことにより、混合気をシリンダー内に導入する。
排気バルブエキゾーストマニホールドとシリンダーの間に設けられたバルブで、エンジンが排気行程に移ったときに開くことにより、燃焼排気をシリンダー外に排出する。
カムシャフト吸気バルブ、排気バルブを適切なタイミングで開閉するためのカムを持つシャフトで、各バルブの開閉タイミングは、クランクシャフトの回転を伝えるタイミングベルトにより決定される。
点火プラグ電気的に発生させた火花や赤熱により、圧縮された混合気に点火する。
キャブレター・燃料噴射装置エンジンが吸気する空気にガソリンを混合させ、燃焼する混合気にする。燃料噴射装置で燃焼室内にガソリンを噴霧する場合もある。
ラジエーターエンジンの焼き付きを防止する為、シリンダーを冷却する冷却水から熱を空中に発散させ、冷却水を適温に維持する。空冷などで省略される場合もある。

## 熱勘定
燃料が燃焼する際の熱を100%とした場合、その熱がどのように使われるかを示す言葉に、熱勘定というものがある。
以下はカルノーサイクルに従うガソリンエンジンの熱勘定の一例である。実際にはエンジンの性能差や動作環境によりこの割合は異なる。
- 燃焼時の全エネルギー：100%
- 有効仕事：20 - 30%
- 機械的損失：5 - 10%
- 放射損失：1 - 5%
- 排気損失：30 - 35%
- 冷却損失：30 - 45%

すなわち、燃焼時のエネルギーの2割から3割程度しか仕事は取り出せない。
これはエンジン内のみの勘定であるため、実際には他の機構を伝達する際、さらに伝達時の損失が起こるが、排気からタービン等によりエネルギーを更に取り出す場合もある。